# 中本恕堂
中本 恕堂（なかもと じょどう、1899年（明治32年）9月7日 - 1973年（昭和48年）3月11日）は、日本の俳人である。本名は二三で、別号に四万窓がある。

## 経歴・人物
石川県に生まれ、石川師範学校（現在の金沢大学教育学部）に入学する。卒業後は県内の学校にて教員として活動し、その傍らで俳句の制作も行った。
その俳句を収録した俳誌『白山』が1933年（昭和8年）に発行され、その後は同郷の加賀千代女を研究した成果を著した書籍を数多く刊行した。

## 著書
- 「加賀千代女全集」
- 「加賀千代女研究」